# Adolphe Hardy
Pour les personnes ayant le même patronyme, voir Hardy (patronyme).
Adolphe Hardy, né à Dison le 23 mai 1868 et mort à Laeken le 19 juin 1954, est un poète et journaliste belge.

## Biographie

### Famille
Son père, Adolphe Hardy, homme affable et très estimé à cause de son dévouement à la classe ouvrière, avait épousé Joséphine Leclerc, de Petit-Rechain. Le grand-père, Martin Hardy, s’était expatrié en 1820 et avait fondé, en Moravie, une usine textile à Budscowitz. Il avait épousé la dernière descendante d’une très ancienne famille de Telch, Marie-Thérèse Kianek. Cette ascendance slave ne laissera pas de marquer la sensibilité du poète, qui devra cependant beaucoup à son père. Compagnon de jeu et de promenade de ses trois enfants, dès qu’il pouvait détendre l’arc de ses préoccupations quotidiennes. Adolphe avait un frère, Léon, entré dans la Compagnie de Jésus, puis devenu curé de Francheville-Stavelot en 1918, et une sœur, Phyna, qui épousa un de ses cousins, le pharmacien Hubert Hardy, de Stavelot.

### Études et premières œuvres
À douze ans, arraché à la chaude atmosphère familiale, le futur poète est enfermé selon son expression, « entre les murs chaulés d’une demi-prison » : il est pensionnaire au Collège royal Marie-Thérèse, à Herve, où il est le condisciple de Georges Doutrepont (1868-1941), qui sera un jour professeur de philologie romane à l’Université de Louvain et académicien. Cependant, Adolphe Hardy s’acclimate peu à peu au régime de l’internat et à une vie austère « apte à former des caractères trempés ». Des fenêtres du vieux collège thérésien, il aperçoit à  l’horizon les larges courbes fuyantes des collines ardennaises et des Hautes Fagnes, dont il retrouvera les charmes aux vacances prochaines. En attendant, il étudie les auteurs grecs et latins : parmi ceux-ci, Virgile est son préféré. Les poètes romantiques, qu’ils soient français, allemands ou anglais, l’attirent aussi. Dès janvier 1885, le collégien écrit ses premiers vers, qu’il rassemblera, avec bien d’autres, dans son premier recueil, Les Voix de l’Aube et du Crépuscule, publié chez Godenne, à Namur, en 1887. L’œuvre connut un beau succès, et une seconde édition en 1888. Vingt ans plus tard, l’auteur y voyait une sorte de « péché de jeunesse » et brûlait lui-même tous les exemplaires qu’il pouvait récupérer. Aussi, le livre est devenu d’une grande rareté. Mais c’est à Herve, en juin 1886, à l’imprimerie Chandelle, que la toute première œuvre d’Adolphe Hardy fut éditée : elle s’intitule La Fête du Pasteur, Idylle allégorique. C’est une pièce de circonstance, composée pour fêter le vingt-cinquième anniversaire de directorat du chanoine Barthe. La même année, il dédie à sa sœur Phyna une plaquette, Vers le  passé ; puis, inscrit à la Faculté de droit, à Louvain, il garde l’amour de la nature et la nostalgie de l’Ardenne ; il suit des cours de sciences naturelles, pour  mieux connaître les fleurs, les insectes et les oiseaux. Ses observations personnelles sont reçues avec une joie admirative par le savant biologiste qu’est le chanoine Carnoy. Il y a aussi à Louvain le mouvement de La Jeune Belgique auquel le poète, resté fidèle aux classiques et aux romantiques, ne participe pas. En 1889 paraissent les Croquis ardennais, puis à partir de 1890, divers poèmes dans la Revue belge, œuvres qui marquent une évolution certaine et où s’affirme une réelle maîtrise dans le genre descriptif. Plusieurs pièces de cette époque seront remises sur le métier pour reparaître dans le principal recueil de 1904.

### Journaliste et écrivain
Proclamé docteur en droit, et bien décidé à ne jamais plaider, Adolphe Hardy rentre au pays natal, reprend sa collaboration au journal Le Nouvelliste, de Verviers, fonde le cercle littéraire « Le Foyer », se révèle conférencier disert et attachant et connaît de nouveau la joie des randonnées en Ardenne. Sans renoncer aux vers, le poète sait qu’« en Belgique, la plume ne peut lucrativement s’exercer que dans le journalisme ». Il se rend à Charleroi et, avec le jeune avocat Michel Levie, il fonde Le Rappel, dont il devient directeur en 1900. Cette année-là, il est très douloureusement atteint par la mort de son père, dont il portera longtemps le deuil. Il saisit l’occasion de se rapprocher de sa famille et devient rédacteur en chef de La Dépêche, le journal démocrate chrétien, fondé sous le patronage de l’évêque de Liège, Mgr Doutreloux, et dont la direction politique est assurée par Gustave Somville, Godefroid Kurth et Charles de Ponthière. Mais les préférences d’Adolphe Hardy vont à la sérénité du Bois sacré plutôt qu’aux agitations du Forum liégeois, assez tumultueux à cette époque.
En 1904, à Paris, chez Fischbacher, paraît la première édition d’une œuvre maîtresse, La Route enchantée, présentée par Georges Barral dans la Collection des Poètes français de l’étranger, dont il est le directeur et dans laquelle il a déjà édité des œuvres d’Iwan Gilkin, Valère Gille et Fernand Séverin. Notant le succès de l’œuvre de Hardy, Marcel Thiry ajoute : « ces vers gracieux et frais ne cherchaient pas l’originalité, mais ils assuraient leur salut par la simplicité de quelques thèmes éternels et la spontanéité d’un chant de flûte agreste ». Le poète était alors en pleine possession de son talent et G. Barral voyait en son œuvre, « de réelle beauté, un gain pour la littérature française ».
En 1907, à pas discrets, Hardy quitte Liège et devient secrétaire de rédaction du Journal de Bruxelles. En 1911, il publie une nouvelle édition de La Route enchantée ; elle renferme septante-deux pièces, comme la première, mais l’auteur, toujours sévère pour son œuvre, a remanié plusieurs poèmes, en a retranché d’autres et en a ajouté quelques-uns, parmi lesquels, ouvrant la série des Vers à chanter, le fameux A mi-voix, qui n’a pas cessé d’être  célèbre : composé  en  1905,  il fut  découvert, par hasard, entre quelques feuillets épars sur la table du poète, par son ami, l’abbé Eugène Van der Elst, qui le publia dans sa petite revue Le Samedi.
En 1911 précisément, le petit poème de trois strophes, reproduit dans un journal, tomba sous les yeux d’une « reine » de Paris, la folle actrice Ève Lavallière, - de son vrai nom, Eugénie-Pascaline Fenoglio (1866-1929), - qui achevait une cure de convalescence à Évian ; et celle qui fut Cupidon, Youyou et Gavroche, celle que se disputaient Maurice Donnay, Alfred Capus, R. de Flers et A. de Caillavet et tant d’autres, n’oublia pas la charmante petite pièce du poète belge. L’année suivante, tandis qu’elle dînait dans un restaurant du Bois de Boulogne, Maurice de Féraudy, de la Comédie Française, l’invita à sa table, mais l’actrice, pour toute réponse, écrivit au verso de son menu - qu’elle envoya à Féraudy – la deuxième strophe du poème d’Adolphe Hardy, A mi-voix :
Si la vigne ombrage

Ta vieille maison,

Borne à ce feuillage

Ton horizon
C’est cependant à tort que certains ont prétendu que ces vers avaient été la cause de la conversion d’Ève, en 1917. Mais il est vrai que le refus d’entrer au « Français » et les quatre vers qui le signifiaient furent bientôt la proie de la presse parisienne : en vain rechercha-t-on le fameux quatrain dans les œuvres des Parnassiens. C’est un écrivain belge, Franz Ansel, qui de passage à Paris, révéla le nom de son auteur. Celui-ci, selon son habitude, resta modestement dans l’ombre. L’Académie française l’en tira cependant plus tard, quand, en 1931, elle lui décerna le prix de la langue-française, institué en 1914 pour distinguer l’écrivain qui, hors de France, a le mieux servi le génie français. Adolphe Hardy fut le premier Belge jugé digne de ce grand honneur, d’autant plus grand qu’il ne peut jamais être sollicité et que l’Académie le décerne en toute indépendance.
Le 4 août 1914, la guerre éclate, tandis que le secrétaire de rédaction du Journal de Bruxelles est en vacances à Stavelot et se trouve empêché de regagner Bruxelles. Journaliste en disponibilité, le poète, révolté des crimes de l’envahisseur, écrit ses poèmes de guerre, trop peu connus ; il vit dangereusement, car il participe à certaines  activités  des services secrets de renseignements. Parmi ses amis stavelotains, il en est qui seront fusillés ; pour avoir vécu les drames de la « guerre sans armes », il pourra publier, dès 1919, L’Ardenne héroïque, récit véridique et sobre de hauts faits patriotiques. D’autre part, la présence de son frère Léon dans un presbytère-ermitage de Haute Ardenne le ramènera plus souvent dans son pays de prédilection, où il pourra recueillir de nouvelles observations sur la faune et la flore. En 1922, c’est à lui qu’Henri Davignon dédiera son roman ardennais Aimée Collinet.
En 1924, il reçut avec une joie non dissimulée un bref pontifical de Pie XI, qui rendait hommage à sa belle carrière ; le document s’accompagnait de la cravate de commandeur de l’ordre de Saint-Grégoire-le-Grand. Deux ans plus tard, il avait la grande tristesse de voir disparaître Le Journal de Bruxelles, qu’il dirigeait depuis 1921. Dans un dernier article, du 31 mai 1926, il prenait dignement congé de ses lecteurs et remerciait tous ses fidèles collaborateurs. La presse fut unanime à déplorer « la disparition d’un des derniers organes belges – écrivait le Pourquoi Pas ? – où, sans mettre pour cela son drapeau en poche, on était respectueux de soi et d’autrui et où Adolphe Hardy était parvenu, au milieu de la muflerie des  temps nouveaux, à maintenir les vieilles traditions de droiture et de franchise, de courtoisie et de modération qui lui avaient conquis l’estime de tous, ses adversaires y compris ».
Privé de son journal, Hardy est invité à collaborer à plusieurs grands quotidiens : ses articles et chroniques - qui rempliraient plusieurs gros volumes – paraissent dans La Métropole, La Libre Belgique et La Nation Belge. Les matières en sont variées : beautés de la nature, fêtes religieuses, sauvegarde et défense des sites, souvenirs d’enfance et menus faits quotidiens ; son talent s’exerce en de multiples domaines. En 1934, son ancien condisciple, Georges Doutrepont, qui fêtait ses quarante ans de professorat, salue avec amitié celui « qui est tour à tour, dans ses délicieuses chroniques, philologue, dialectologue, entomologiste, botaniste, folkloriste et partout poète ! ». Et le poète collabore par la parole aux œuvres de charité et d’éducation : conférencier charmant et recherché, on le trouve dans les écoles et à la  radio  comme  dans  les  cercles d’études. Certaines de ses causeries sur la nature, les fleurs et les roses lui valent l’honneur d’être invité par la Reine Élisabeth à visiter en sa compagnie les roseraies royales de Laeken.

### Dernières années
La Seconde Guerre mondiale est pour lui une nouvelle épreuve, qui se double d’un grand deuil, la mort de son épouse, compagne d’élite et riche nature d’artiste. Dans sa peine, il arrive à retrouver une âme égale et résignée, puis se remet au travail. Entre les deux guerres, il a donné en 1932, une « suite de douze sonnets pour fêter l’année », sous le titre Le Cortège des mois ; après avoir vaincu sa tristesse, il a soigneusement retouché La Route enchantée et en donne une troisième édition en 1948 et fête ainsi ses quatre-vingts ans. Il est forcé d’abandonner toute collaboration aux journaux, car sa vue a baissé. En 1951, il connaît une double joie : la province de Liège lui décerne son Prix biennal de littérature, tandis que le même honneur échoit à son vieil ami, Joseph Jongen, pour la musique. Puis, grâce à l’aide toute d’intelligence et de dévouement de sa seconde épouse, et cédant enfin aux prières de sa famille et de ses amis, il publie son dernier recueil de poèmes, Le Bréviaire du Bonheur. Dans cette œuvre, la méditation et la sérénité de la pensée ont  pris le pas sur le penchant à la rêverie qui se révélait dans les poèmes de jeunesse ; mais le vers a gardé toute sa pureté, sa concision, son rythme et sa musicalité. D’ailleurs, divers compositeurs, parmi lesquels Joseph Jongen, ont mis en musique certains sonnets et d’autres pièces du poète.
Enfin, le 15 mai 1954, Adolphe Hardy eut la joie d’accueillir chez lui une délégation de sa ville natale qui lui remit le diplôme de citoyen d’honneur de Dison. Un mois plus tard, il s’éteignait doucement, en sa paisible demeure, - aujourd’hui disparue - de l’avenue du Gros-Tilleul, à Laeken. Il est inhumé au cimetière de Dison.

### Hommages
Le 18 juin 1955, à Dison, son concitoyen, Luc Hommel, secrétaire perpétuel de l’Académie royale de langue et de littérature françaises de Belgique, rendait publiquement un hommage ému à celui qui avait guidé ses premiers pas littéraires : « il l’a fait, disait-il, avec cette bonté, cette délicatesse, ce désintéressement qui lui étaient particuliers… il était amène… il avait de la douceur accompagnée de grâce et de politesse… il a réalisé cette autre œuvre d’art de n’avoir ni ennemis, ni détracteurs ». Puis, rappelant qu’Adolphe Hardy avait reçu  le  titre  de citoyen d’honneur de la ville de Dison, il ajoutait : « C’était l’hommage de ceux qui, tout en l’admirant, n’avaient cessé de l’aimer ».

### Œuvres d’Adolphe Hardy
- Les trois fées (Timmermans, 1883) ;
- La fête du pasteur, idylle allégorique (Herve, Chandelle, 1886) ;
- Les voix de l'aube et du crépuscule (Namur, Godenne, 1887-1888) ;
- Vers le passé (Namur, Godenne, 1888) ;
- Croquis ardennais (Namur, Godenne, 1889) ;
- Jan et Lena, dédié à Fina Hardy (Namur, Godenne, 1889) ;
- Les Émotions d’un pigeon blanc, contes pour l’aimée (Namur, Godenne,, 1889) ;
- Souvenirs d’enfance, dédié à Léon Hardy (Namur, Godenne, 1889) ;
- Fleurs d’hiver (Namur, Godenne, 1889) ;
- Pour lire au  bois, dédié à son altesse royale la duchesse d'Arenberg (Louvain, Fonteyn, 1893) ;
- Les Émaux wallons (Namur, Godenne, 1897).
- Mimi, rouge gorge, conte en vers (1886), dans Le Patriote illustré (septembre 1898, p. 6) ;
- Chant hennuyer, dédié à Léon Mabille (1899) ;
- Les Ancêtres du Prince Léopold, recherches généalogiques sur la famille royale belge, dans La dépêche, 18-19-20 juin 1902) ;
- Article sur le folklore et Petit traité de versification en neuf leçons (inédit, 1903) ;
- La route enchantée (Paris, Fischbacher, collection des poètes français de l'étranger, 1904 ; 2e éd. Paris/Bruxelles, Librairie Générale / Dechenne, 1911 ; 3e éd. Bruxelles, Ernult-Doncq, 1948) ;
- Le joli Mai (Bruxelles, Rossel, 1905) ;
- Ardenne héroïque (Paris/Bruxelles, Association des écrivains belges / Librairie générale, 1919) ;
- Pour les héroïnes de Belgique (s.l., 1920) ;
- Le cortège des mois (Bruxelles, Bruylant, 1932) ;
- Le bréviaire du bonheur (Bruxelles, Ernult-Doncq, 1951) ;

#### Collaborations
La Revue belge, La Nervie,  Durendal, La Revue générale, Le Correspondant, La Revue sincère, Le XXe siècle, La Revue des idées et des faits, Le Journal des Gens de Lettres Belges, La semaine littéraire, Le Drapeau, Le Samedi, La Revue littéraire, Le Farfadet, Le Semeur, La Jeune Wallonie.